# Honoré Pellé
Pour les articles homonymes, voir Pellé.
Honoré Pellé (ou Honoré Pela, né à Gap en 1641 et mort à Gênes en 1718) est un sculpteur français.
Il se fixe à Gênes vers 1680. Là, on lui donne le nom de « Maestro Honorato ».
Une de ses œuvres est conservée au sanctuaire de Notre-Dame du Laus. Il s'agit de la Vierge réalisée en marbre blanc.

## Références

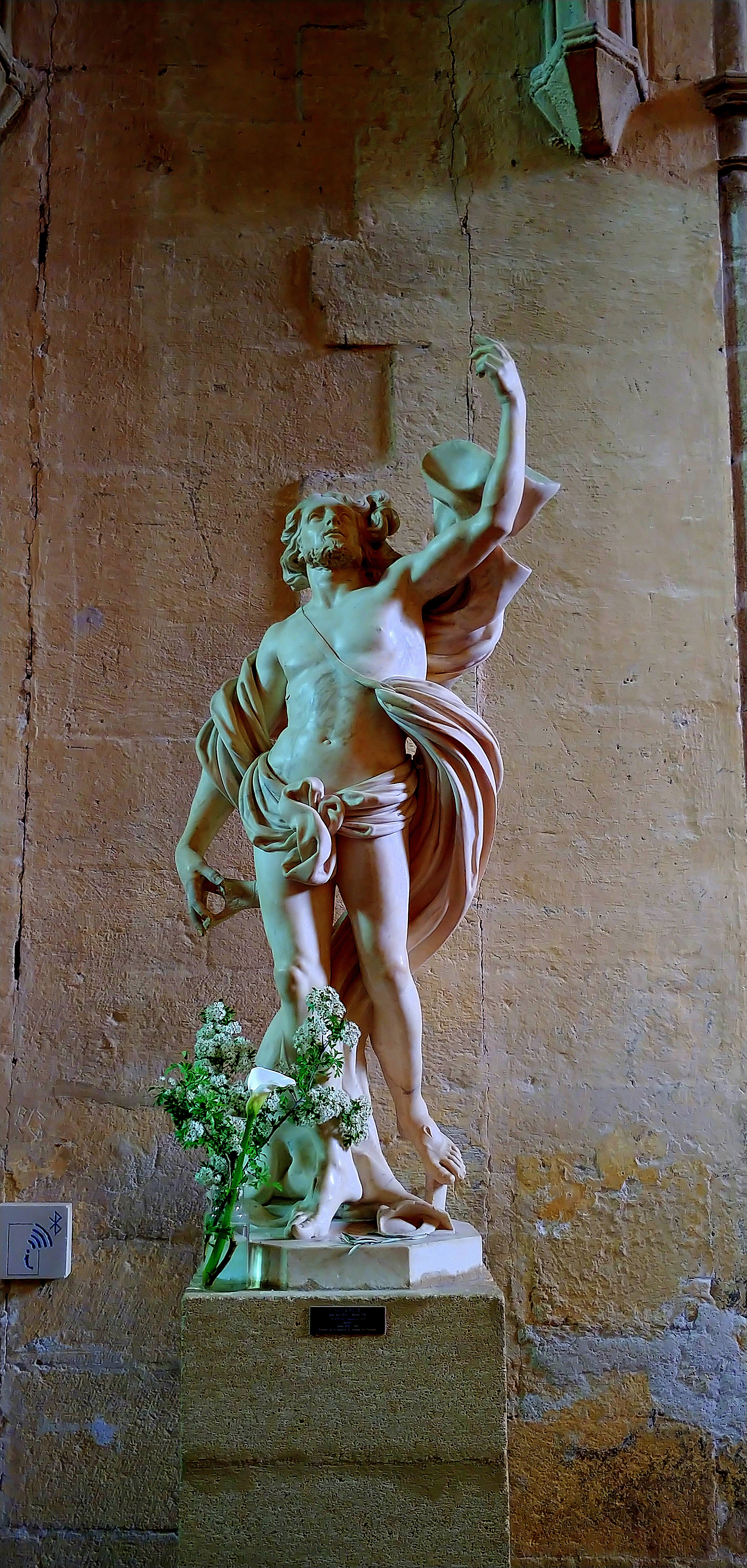
Le Christ ressuscitant à la cathédrale Saint-Sauveur à Aix-en-Provence